# Dave Swarbrick

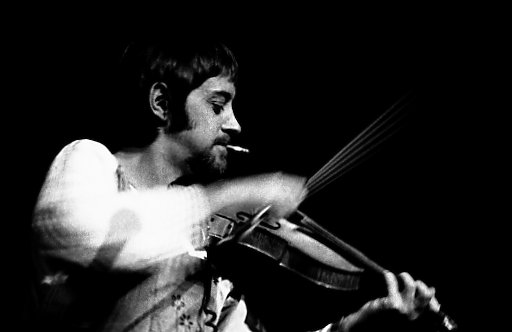
Dave Swarbrick (1977)

David Cyril Eric Swarbrick (New Malden (Londen, Engeland), 5 april 1941 – 3 juni 2016) was een Brits violist die voornamelijk folkmuziek speelde.

## Biografie
Swarbrick werd geboren in Londen, maar groeide op in Birmingham, waar hij viool leerde spelen toen hij acht jaar oud was. Later speelde hij ook op altviool, mandoline en gitaar. Hij ging in 1960 spelen bij Ian Campbell Folk Group en vormde in 1966 een duo met Martin Carthy. Na het samenspel met Carthy werd hij in 1969 lid van de befaamde Engelse band Fairport Convention.
In 1984 formeerde Swarbrick de groep Whippersnapper, maar in 1989 besloot hij om zich bezig te houden met een sololoopbaan. In 1993 ging hij voor drie jaar naar Australië en werkte daar samen met gitarist Alistair Hulett. In 1996 ging hij terug naar Engeland en vormde daar een duo met Kevin Dempsey.
In 2004 ontving hij een Lifetime Achievement Award van de BBC Radio 2 Folk Awards.
In 2006 ging Swarbrick weer toeren met ex-Fairporter Maartin Allcock en Kevin Dempsey als Swarb's Lazarus. In 2007 wonnen Martin Carthy en Dave Swarbrick de prijs voor beste duo van de BBC Radio 2 Folk Awards.

## Discografie
- 1973 · Past, Present, & Future (mandolinespeler op het album van Al Stewart)

Samenwerking – Dave Swarbrick, Martin Carthy en Diz Disley
- 1967 · Byker Hill
- 1967 · Rags, Reels & Airs
- 1968 · No Songs (EP)
- 1968 · But Two Came By
- 1969 · Prince Heathen
- 1971 · Selections
- 1976 · Swarbrick
- 1977 · Swarbrick 2
- 1978 · Lift The Lid and Listen
- 1978 · The Ceilidh Album
- 1981 · Smiddyburn
- 1983 · Flittin'
- 1983 · In The Club
- 1990 · Life and Limb
- 1992 · Skin and Bone
- 1996 · Live At Jackson's Lane [1991]
- 1996 · Folk on 2 [1991]
- 2006 · Straws in the Wind

Dave Swarbrick & Simon Nicol
- 1981 · Live at the White Bear
- 1984 · Close to the Wind
- 1998 · Close to the White Bear

Dave Swarbrick en Fairport Convention
- 1969 · Liege & Lief
- 1970 · Full House
- 1970 · Live at the L.A. Troubadour
- 1971 · Angel Delight
- 1971 · Babbacombe Lee
- 1973 · Rosie
- 1973 · Nine
- 1974 · Fairport Live Convention
- 1975 · Rising for the Moon
- 1976 · Gottle O'Geer
- 1977 · The Bonny Bunch of Roses
- 1978 · Tipplers Tales
- 1979 · Farewell Farewell

Compilatie-albums
- 1999 · SwarbAid
- 2003 · Swarb [box set]
- 2003 · English Fiddler
- 2004 · It Suits Me Well

Dave Swarbrick en Alistair Hulett
- 1996 ·  Saturday Johnny and Jimmy The Rat
- 1998 · Cold Grey Light of Dawn
- 2002 · Red Clydeside

Swarb's Lazarus'
- 2006 · Live and Kicking

- Bibliothèque nationale de France: cb14046831g (data)
- Gemeinsame Normdatei: 135029856
- International Standard Name Identifier: 0000 0001 1809 8147
- Library of Congress Control Number: n78024499
- MusicBrainz: db2776d1-a0f7-43c0-b332-a717859673b5
- Nationale Bibliotheek van Israël: 987007342239205171
- Nederlandse Thesaurus van Auteursnamen: 10094082X
- Système universitaire de documentation: 23376299X
- Virtual International Authority File: 37118324
- WorldCat: E39PBJbRqthJ76KqPCd4Y6ptrq